# Marijkedorp
Marijkedorp, inheemse naam Wan Shi Sha, voorheen Anjoemarakondre, is een dorp in het district Marowijne in Suriname. Het ligt vastgegroeid aan Albina en telde in 2022 310 inwoners.

## Geschiedenis
De bevolking is van Arowakse (Lokono) afkomst en hun herkomst gaat geografisch terug naar de volgende plekken: Cassewinica in het district Commewijne, de oever van de Boven-Surinamervier in Para en het westen van Suriname. Van daaruit vertrokken zij naar de oevers van de Wanekreek aan de kust van het district Marowijne. Vervolgens gingen zij daar in de jaren 1930 weg en vestigden zich in Marijkedorp (toen nog Anjoemarakondre genaamd) en Alfonsdorp aan de Marowijnerivier, een regio waar tot dat moment vooral Karaïben (Kari'na) woonden. Voor de volksverhuizing worden twee lezingen gegeven. De ene is dat er toen de Spaanse griep heerste waaraan veel mensen waren overleden. Volgens een andere lezing speelde een rol dat er daar toen geen voortgezet onderwijs en medische voorzieningen waren.
Tussen Marijkedorp en Albina liep een voetpad met een brug over de Anjoemarakreek. Om de weg te kunnen verharden, werden woningen landinwaarts geplaatst onder leiding van kapitein Jozef Watamaleo. Nadat de verharding van de weg voltooid, werden de percelen langs de Marowijnerivier verkaveld en aan buitenstaanders verkocht. In de inheemse dorpen langs de Marowijne was veel bezorgdheid over de komst van inwoners van buitenaf. In Galibi werd hierom een congres belegd voor de rechten op woon- en leefgebieden, evenals een comité ter behartiging van deze rechten. Ook kapitein Jozef Watamaleo had hier zitting in. De kreek werd in 1975 verder uitgegraven tot een kanaal, wat volgens de bewoners een lagere visstand tot gevolg had.

## Voorzieningen
Er is geen basisschool in Marijkedorp en voor het bezoek aan een arts moeten de bewoners naar Albina. Er is de gehele dag toegang tot elektriciteit en leidingwater. In het dorp hebben vrouwen zich verenigd in de stichting Hiamawa, doet de jongerenvereniging vooral aan sport en houdt een seniorenvereniging zich bezig met handwerken. In de recreatiezaal is een bibliotheek met toiletten ingericht.

## Kapiteins
Marijkedorp heeft een dorpsbestuur onder leiding van een kapitein. Hieronder volgt een (mogelijk incomplete) lijst van kapiteins:
- Jozef Watamaleo (in of voor 1969[5] - in of na 1977)[4]
- Grace Watamaleo (in of voor 2011[2] - heden; stand 2022)